# Klaus Zoller
Klaus Zoller (* 21. Februar 1943 in München; † 6. Februar 2015 in Hamburg) war ein deutscher Wirtschaftswissenschaftler und Professor für Betriebswirtschaft in Hamburg mit dem Schwerpunkt Logistik-Management.

## Leben
Den Abschluss als Diplom-Kaufmann machte Zoller an der Universität Göttingen im Jahr 1967. Anschließend studierte er an der UCLA, wo er 1968 den Master of Science in Operations Management erhielt. An der Universität von Pretoria machte er dann 1970 den Doctor in Business Administration. Seine Habilitation für Betriebswirtschaftslehre erfolgte 1975 an der TH Karlsruhe.
1977 erhielt er eine erste Berufung an die Universität der Bundeswehr in Hamburg.
Er leitete bis 2008 gemeinsam mit Michael Gaitanides das Institut für Logistik und Organisation an der Helmut-Schmidt-Universität. Sein Forschungsinteresse galt der Koordination betrieblicher Aktivitäten und Prozesse unter besonderer Berücksichtigung unsicherer Rahmenbedingungen. Die Entwicklung mathematisch-statistischer Planungsverfahren für Controlling-Aufgaben wie die zielorientierte Steuerung umfangreicher Material-, Ersatzteil- und Warensortimente in mittleren und großen Unternehmen sowie deren Realisierung mit den Mitteln moderner EDV standen im Mittelpunkt seiner Projekte mit Industrie und Handel.